# Paeonia algeriensis
Paeonia algeriensis är en pionväxtart som beskrevs av Chab.. Paeonia algeriensis ingår i släktet pioner, och familjen pionväxter. Inga underarter finns listade i Catalogue of Life.